# Sardana (Balada)
Sardana is een compositie van Leonardo Balada. 
De sardana is een volksdans uit Catalonië. Net als in veel andere werken van Balada (zelf Catalaan) schreef hij zijn eigen arrangement van deze dans en zette het over naar hedendaagse muziek. Het werk voor symfonieorkest kreeg haar première in Pittsburgh door het Pittsburgh Symphony Orchestra onder leiding van Michael Lankester op 21 oktober 1982. Het kreeg lovende kritieken in de plaatselijke krant. Een eerste opname verscheen zeventien jaar later.
Balada schreef het voor:
- 3 dwarsfluiten, 3 hobo’s, 3 klarinetten, 2 fagotten
- 4 hoorns, 3 trompetten, 3 trombone, 1 tuba
- 4 man/vrouw percussie, piano
- violen, altviolen, celli, contrabassen